# Bromelina zuniala
Bromelina zuniala är en spindelart som beskrevs av Antonio D. Brescovit 1993. Bromelina zuniala ingår i släktet Bromelina och familjen spökspindlar.
Artens utbredningsområde är Venezuela. Inga underarter finns listade.